# Luigi De Agostini
Luigi De Agostini (Údine, Provincia de Údine, Italia, 7 de abril de 1961) es un exfutbolista italiano. Se desempeñaba en la posición de defensa.

## Selección nacional
Fue internacional con la selección de fútbol de Italia en 36 ocasiones y marcó 4 goles. Debutó el 28 de mayo de 1987, en un encuentro amistoso ante la selección de Noruega que finalizó con marcador de 0-0.

### Participaciones en Copas del Mundo
| Mundial                        | Sede   | Resultado     |
| ------------------------------ | ------ | ------------- |
| Copa Mundial de Fútbol de 1990 | Italia | Tercer puesto |

### Participaciones en Eurocopas
| Eurocopa      | Sede             | Resultado |
| ------------- | ---------------- | --------- |
| Eurocopa 1988 | Alemania Federal | Semifinal |

## Clubes
| Club            | País   | Año         |
| --------------- | ------ | ----------- |
| Udinese Calcio  | Italia | 1978 - 1981 |
| Trento Calcio   | Italia | 1981 - 1982 |
| U. S. Catanzaro | Italia | 1982 - 1983 |
| Udinese Calcio  | Italia | 1983 - 1986 |
| Hellas Verona   | Italia | 1986 - 1987 |
| Juventus F. C.  | Italia | 1987 - 1992 |
| Inter de Milán  | Italia | 1992 - 1993 |
| A. C. Reggiana  | Italia | 1993 - 1995 |

## Palmarés

### Campeonatos nacionales
| Título      | Club           | País   | Año     |
| ----------- | -------------- | ------ | ------- |
| Serie B     | Udinese Calcio | Italia | 1978-79 |
| Copa Italia | Juventus F. C. | Italia | 1989-90 |

### Copas internacionales
| Título          | Club           | País   | Año     |
| --------------- | -------------- | ------ | ------- |
| Copa Mitropa    | Udinese Calcio | Italia | 1979-80 |
| Copa de la UEFA | Juventus F. C. | Italia | 1989-90 |

### Condecoraciones
| Condecoración                                             | Año  |
| --------------------------------------------------------- | ---- |
| Caballero de la Orden al Mérito de la República Italiana. | 1991 |